# Secchischijf

Secchischijf met zwart-witpatroon

De secchischijf is een ronde schijf die bevestigd is aan een draad of een stang. Dit uiterst eenvoudige instrument wordt gebruikt om de lichtdoorlaatbaarheid in het water van vaarten, meren en oceanen te meten. De schijf wordt te water gelaten en de diepte waarop de schijf niet meer te zien is wordt afgelezen via een maatverdeling op de stang of draad. Deze zogenaamde secchi-diepte geeft de troebelheid van het water weer.
De secchischijf is vernoemd naar Pietro Angelo Secchi die dit apparaat in 1865 bedacht.

## De wetenschappelijke betekenis van de secchi-diepte

Twee typen secchischijven

De secchi-diepte wordt bereikt als de lichtreflectie van het wateroppervlak gelijk is aan de lichtreflectie van de schijf onder water. Uit experimenten blijkt dit het geval als de reflectie vanaf de schijf tussen de 15 en 20% is van de reflectie van het wateroppervlak. Vaak wordt 18,2% aangehouden 
{\displaystyle 0{,}182=e^{-1,70}}
Als 1,7 wordt gedeeld door deze diepte, uitgedrukt in meters, geeft dit quotiënt bij benadering de extinctiecoëfficiënt k van het licht over de waterkolom boven de schijf. Deze extinctiecoëfficiënt kan worden toegepast in de formule van de Wet van Lambert-Beer
{\displaystyle {I_{z} \over I_{0}}=e^{-kz}}
Hieruit kan {\displaystyle I_{z}}, de lichtintensiteit op diepte {\displaystyle z} worden berekend in verhouding tot de lichtintensiteit aan het wateroppervlak, {\displaystyle I_{0}}.
De aflezingen van de secchi-diepten zijn geen nauwkeurige maat voor de lichtdoorlaatbaarheid. De reflectie van het zonlicht kan verstorend werken en ook zijn er individuele verschillen tussen de personen die de aflezing doen. Het is echter een eenvoudig en goedkoop instrument. Door standaardisering en het maken van strakke richtlijnen bij gebruik door verschillende onderzoekers, zijn de metingen zeer bruikbaar.
In de jaren 1970 varieerde de secchi-diepte in het Tjeukemeer (en de andere Friese meren) tussen de 0,2 en 1,0 meter, vooral in de zomer was het water troebel. De hoogst gemeten waarde bedraagt 80 m (Weddellzee in 1987) dit benadert de theoretische waarde die in zuiver water wordt bereikt.